# Lucius Septimius (Offizier)
Lucius Septimius war ein römischer Offizier während der Spätphase der Römischen Republik. Er gehörte zu den Mördern des Triumvirn Gnaeus Pompeius Magnus.

## Leben
Lucius Septimius entstammte der gens der Septimier und war Centurio im Dienst des Pompeius während dessen im Jahr 67 v. Chr. geführtem Krieg gegen die kilikischen Seeräuber. Später war er Militärtribun des Aulus Gabinius in Syrien. Als dieser nach der gewaltsamen Wiedereinsetzung des vertriebenen ägyptischen Königs Ptolemaios XII. (55 v. Chr.) zu dessen Schutz einen Trupp römischer Soldaten, die sogenannten Gabiniani, in Alexandria zurückließ, schloss sich auch Lucius Septimius diesen Kriegern an und blieb in Ägypten. Möglicherweise war er sogar Kommandant der Gabiniani.
Pompeius erschien nach seiner entscheidenden Niederlage gegen Caesar in der Schlacht von Pharsalos (8. August 48 v. Chr.) flüchtend mit einer kleinen Flotte vor der ägyptischen Küste bei Pelusion und bat um Aufnahme, wobei er sich unter anderem auf das Gastfreundschaftsverhältnis berufen konnte, das ihn mit dem minderjährigen ägyptischen König Ptolemaios XIII. verband. Dessen Regentschaftsrat entschied sich jedoch in einer Beratung, Pompeius zu ermorden, um nicht in die römischen Bürgerkriege hineingezogen zu werden. Der ägyptische Feldherr Achillas erhielt den Auftrag, das Attentat durchzuführen, und wählte als Mithelfer Lucius Septimius und einen Centurio namens Salvius. Der König und das ägyptische Heer nahmen am 28. September 48 v. Chr. unter dem Anschein eines feierlichen Empfangs an der Küste Aufstellung. Achillas, Septimius und Salvius fuhren mit einigen Begleitern in einem kleinen Boot zur Flottille des Pompeius und überredeten diesen, ohne größeres Gefolge zu ihnen ins Boot zu steigen. Auf der Fahrt zum Ufer fragte Pompeius den Septimius, ob er in ihm nicht einen ehemaligen Kriegskameraden erkenne. Septimius nickte, blieb aber wie seine Gefährten weiterhin schweigend. Pompeius las nochmals die griechische Rede, die er an Ptolemaios XIII. zu richten gedachte, wurde aber kurz vor dem Erreichen des Ufers von Septimius von hinten mit dem Schwert durchbohrt, woraufhin auch Achillas und Salvius zustachen.
Im sich nach Caesars Landung in Alexandria entspinnenden Alexandrinischen Krieg, der sich den Winter 48/47 v. Chr. hinzog, war Septimius neben Achillas Kommandant der gegen Caesar kämpfenden ägyptischen Truppen. Sein weiteres Schicksal ist nicht überliefert.